# Philautus stictomerus
Philautus stictomerus är en groddjursart som först beskrevs av Günther 1876.  Philautus stictomerus ingår i släktet Philautus och familjen trädgrodor. Inga underarter finns listade i Catalogue of Life.